# Husain Ali Ahmed Abdulla
Husain Ali Ahmed Abdulla (Jidd Haffs, 31 dicembre 1981) è un calciatore bahreinita, attaccante del Al-Muharraq Sports Club. Abdulla, conosciuto come Husain Pele, è stato il miglior marcatore nella massima serie del Bahrain nel 1998 (16) e nel 2003 (18).

## Palmarès

### Club

#### Competizioni nazionali
- Campionato bahreinita: 7

Al-Muharraq: 1999, 2001, 2002, 2004, 2008, 2009, 2011
- Bahraini King's Cup: 5

Al-Muharraq: 2002, 2008, 2009, 2011, 2012
- Bahraini FA Cup: 1

Al-Muharraq: 2009
- Bahraini Crown Prince Cup: 3

Al-Muharraq: 2001, 2008, 2009
- Qatar Stars League: 1

Al-Gharafa: 2007-2008

#### Competizioni internazionali
- AFC Cup: 1

Al-Muharraq: 2008
- Coppa dei campioni del Golfo: 1

Al-Muharraq: 2012